# Фридрих I фон Сарверден
Фридрих I фон Сарверден (на немски: Friedrich I Graf von Saarwerden; † сл. 1131) е първият граф на Сарверден (през 1111/1131).

## Произход и наследство
Той е син на граф Готфрид I фон Близкастел († сл. 1127) и съппругата му от Лотарингия. Внук е на граф Готфрид III фон Близгау († сл. 1098) и Матилда от Люксембург, дъщеря на граф Конрад I Люксембургски († 1086) и Клеменца дьо Поату († 1142).
Брат е на Фолмар I фон Близкастел († сл. 1179), граф на Близкастел, Грегор († сл. 1179), абат на Прюм (1171 – 1179), Ида фон Близкастел († 1190), любовница на херцог Хайнрих Лъв († 1195), и на Хедвиг фон Близкастел, омъжена за Герхард, бургграф на Ринек и Майнц († сл. 1127).
Граф Фридрих I получава при подялбата с брат му имоти на Горен Саар и на Среден Близ, към това имперския замък Киркел, Сарверден и Бокенхайм, имоти в Санкт Вендел и Волферсвайлер (днес част от Нофелден) и фогтайте Вайсенбург и Хербитцхайм. През 1131 г. граф Фридрих I и съпругата му Гертруд подаряват манастир Вьоршвайлер като домашен манастир, на мястото на римския „Глория Романорум“ (Gloria Romanorum) като бенедиктински манастир и поставят монаси от манастир Хорнбах под един приор.

## Фамилия
Фридрих I фон Сарверден се жени за Гертруд фон Бюкен от Лотарингия († 13 декември сл. 1131). Те имат един син:
- Фолмар I фон Сарверден († сл. 1149/1150/1165/1166), женен за Стефани фон Мьомпелгард († сл. 1131), дъщеря на граф Дитрих II фон Мьомпелгард († 1163, Дом Скарпон) и Маргарета фон Клеве, дъщеря на граф Дитрих V фон Клеве († 1193) и графиня Маргарета от Холандия († 1203).